# Ouplistsikhé
Ouplistsikhé (en géorgien : უფლისციხე) est une cité troglodytique située sur la rive gauche du fleuve Mtkvari à 10 km à l’est de Gori (Géorgie), elle est inscrite à la liste indicative du patrimoine mondial de l’UNESCO. Ce lieu est formé de plusieurs structures datant de l'Âge du fer jusqu'au Moyen Âge tardif et se caractérise par la présence de diverses techniques de taille de roche en provenance d'Anatolie ou d'Iran et par la coexistence d'architectures religieuses païennes et chrétiennes.

## Histoire
Ouplistsikhé, la « forteresse du Seigneur » en géorgien, est l'un des plus anciens établissements humains du Caucase. La ville s'est développée dès le premier millénaire avant Jésus-Christ et a atteint son apogée de 600 av. J.-C. à 337 apr. J.-C., date de la conversion au christianisme de la Géorgie.
La cité fut l'un des plus importants sanctuaires païens de Karthlie-Ibérie. Elle resta un centre important d'étape sur une piste caravanière de la route de la soie pendant le Moyen Âge, perdant toutefois progressivement de son importance, surtout après le choix de Tbilissi comme capitale par David IV. La ville fut ensuite détruite par Tamerlan ainsi que par des tremblements de terre (en particulier celui de 1920), restant toutefois habitée jusqu'au début du XXe siècle[réf. nécessaire].

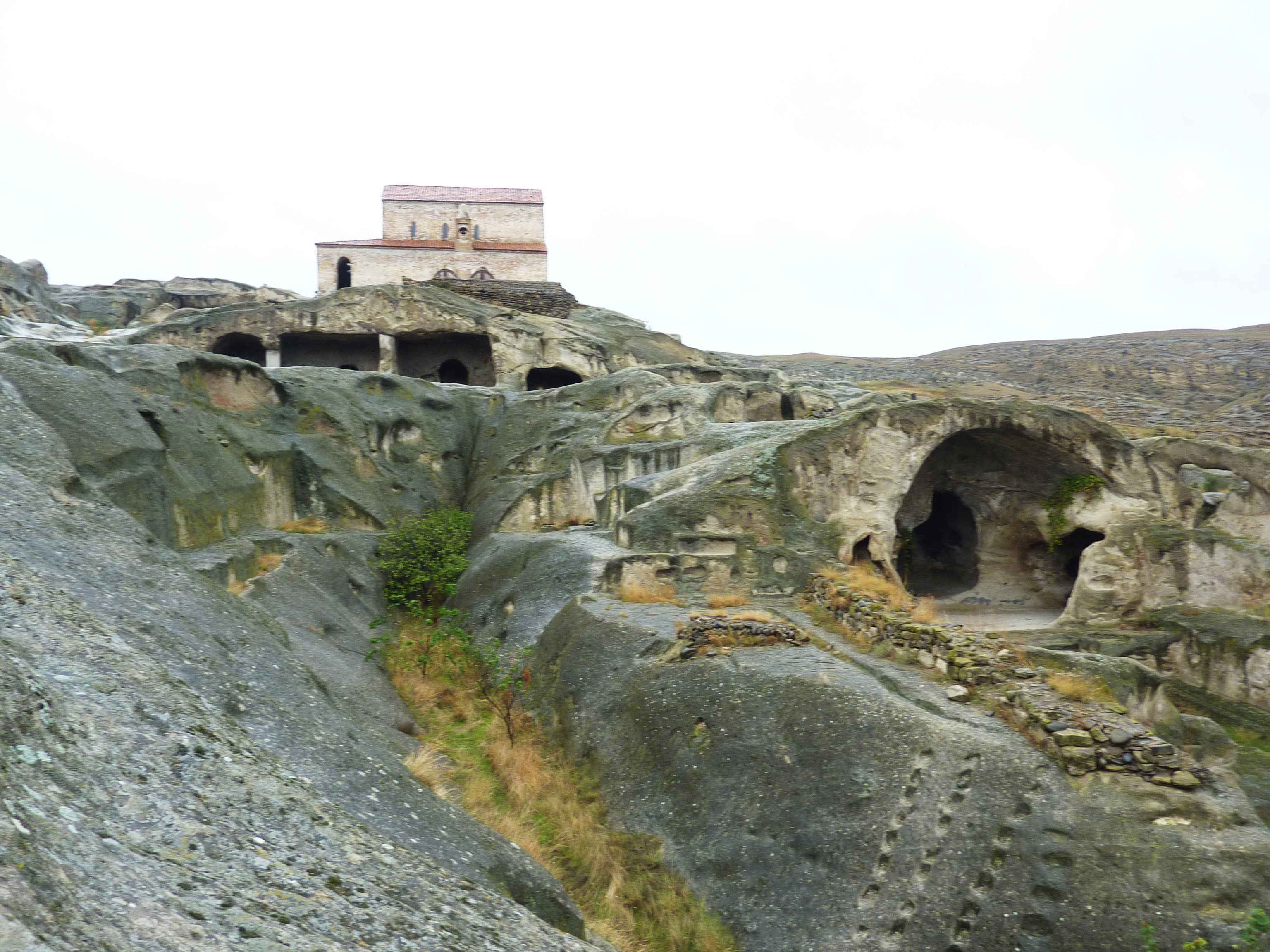
La cité troglodytique et l'église d'Ouplistouli (IXe – Xe siècles)
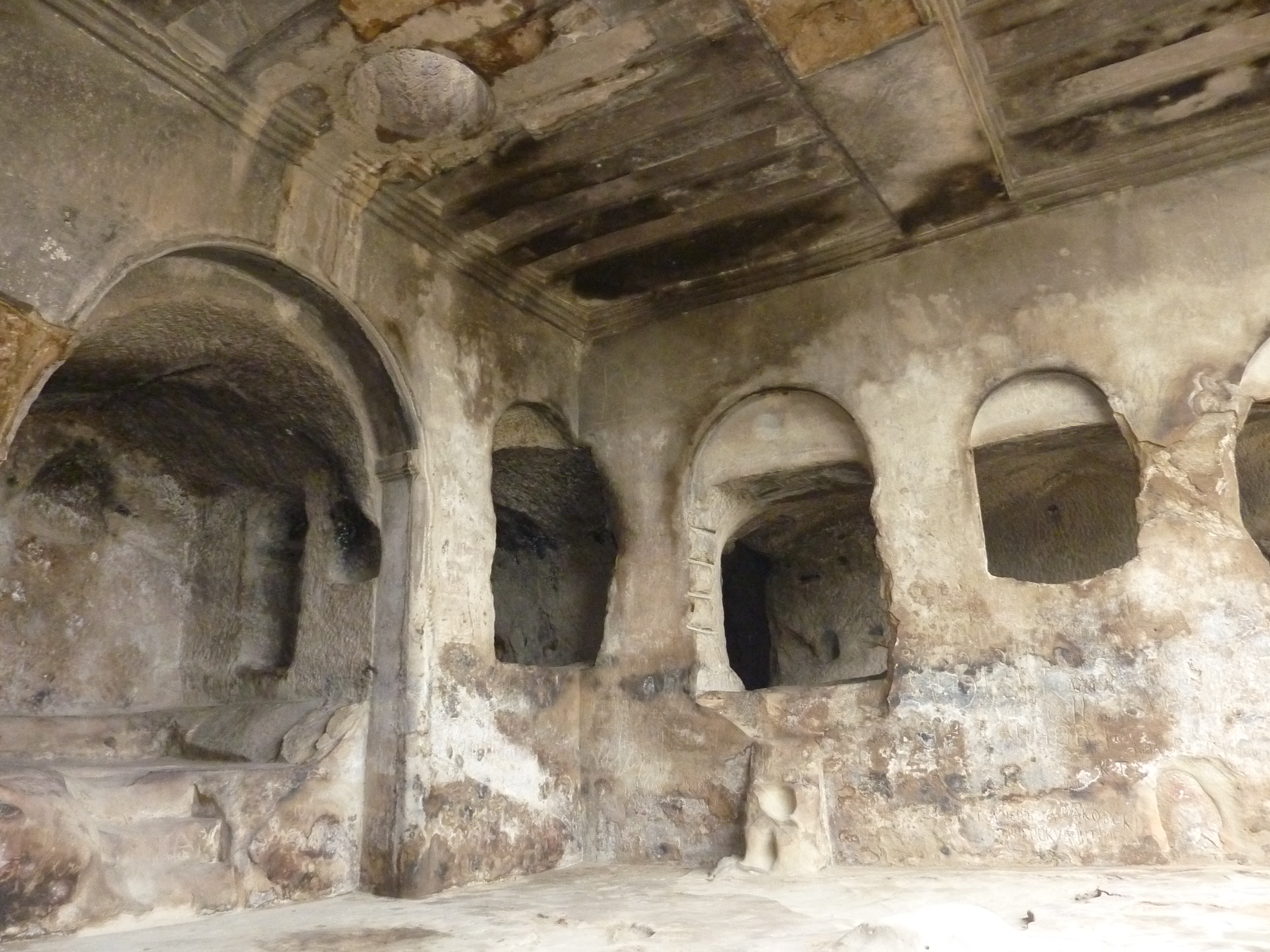
La salles de la reine Tamar (probablement l'ancien palais royal)
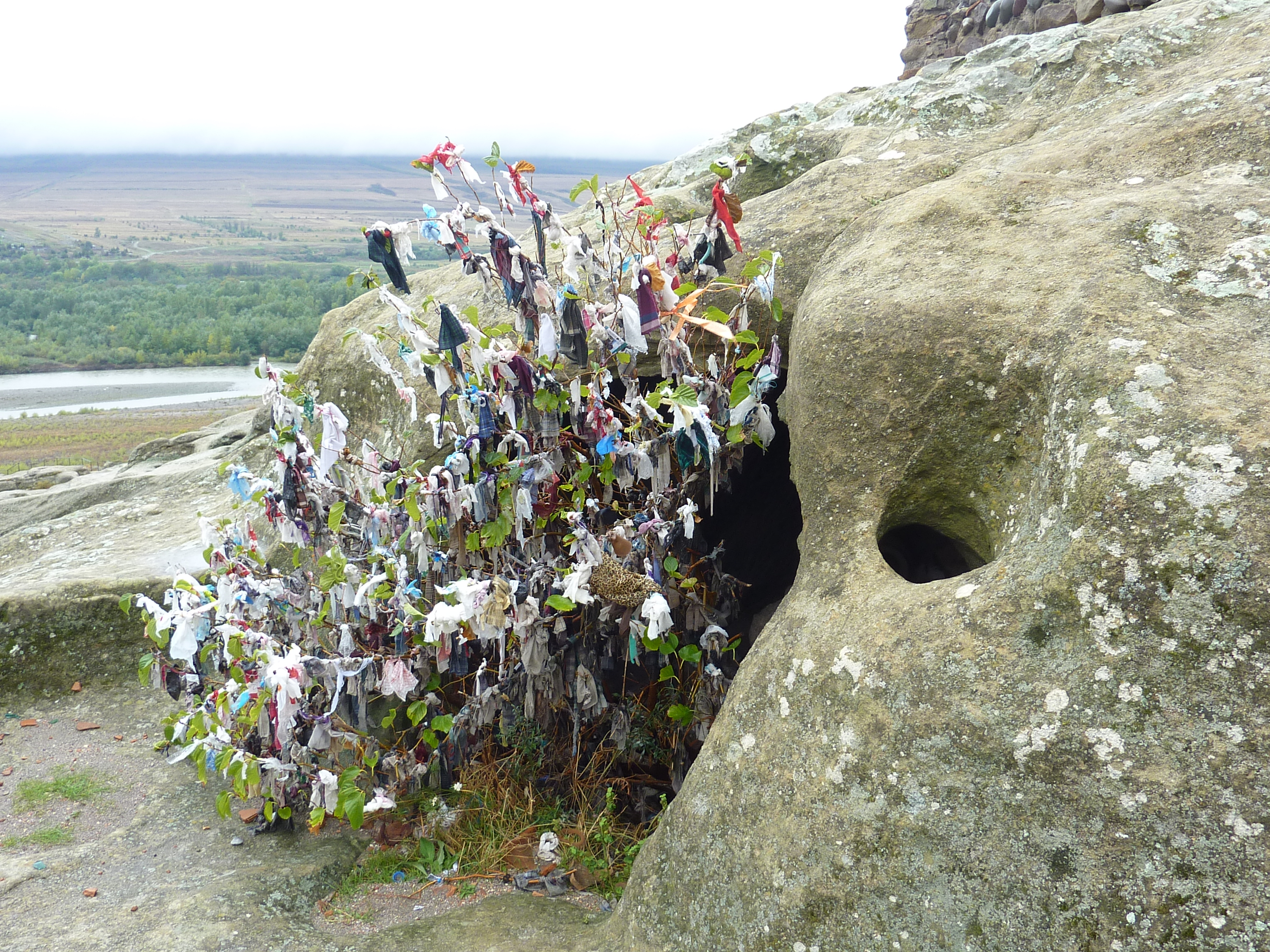
Arbre avec ex-votos de chiffons dans la cité troglodytique d'Ouplistsikhé

## Le site actuel
Le site, désormais inhabité contenait originellement plus de 700 grottes à flanc de falaise, il en subsiste environ 150, dont un ancien théâtre au plafond octogonal, la « salle de la reine Tamar » (probablement le palais royal, même si une présence de Tamar n'est pas documentée) et l'église d'Ouplistouli, basilique des IXe siècle et Xe siècle qui, elle, n'est pas troglodytique. À son pied se trouve l'ancien temple païen où se pratiquaient probablement des sacrifices humains.